# Brières-les-Scellés
Brières-les-Scellés és un municipi francès, situat al departament de l'Essonne i a la regió de Illa de França. L'any 2007 tenia 945 habitants.
Forma part del cantó d'Étampes, del districte d'Étampes i de la Comunitat d'aglomeració de l'Étampois Sud-Essonne.

## Demografia

### Població
El 2007 la població de fet de Brières-les-Scellés era de 945 persones. Hi havia 336 famílies, de les quals 48 eren unipersonals (24 homes vivint sols i 24 dones vivint soles), 108 parelles sense fills, 152 parelles amb fills i 28 famílies monoparentals amb fills.
La població ha evolucionat segons el següent gràfic:
Habitants censats

### Habitatges
El 2007 hi havia 358 habitatges, 335 eren l'habitatge principal de la família, 7 eren segones residències i 16 estaven desocupats. 353 eren cases i 4 eren apartaments. Dels 335 habitatges principals, 301 estaven ocupats pels seus propietaris, 23 estaven llogats i ocupats pels llogaters i 11 estaven cedits a títol gratuït; 2 tenien una cambra, 13 en tenien dues, 39 en tenien tres, 80 en tenien quatre i 201 en tenien cinc o més. 268 habitatges disposaven pel capbaix d'una plaça de pàrquing. A 110 habitatges hi havia un automòbil i a 207 n'hi havia dos o més.

### Piràmide de població
La piràmide de població per edats i sexe el 2009 era:
| Homes | Edats   | Dones |
| ----- | ------- | ----- |
| 0     | 95 o +  | 0     |
| 4     | 90 a 94 | 0     |
| 0     | 85 a 89 | 8     |
| 0     | 80 a 84 | 16    |
| 8     | 75 a 79 | 16    |
| 20    | 70 a 74 | 8     |
| 12    | 65 a 69 | 4     |
| 28    | 60 a 64 | 20    |
| 28    | 55 a 59 | 28    |
| 40    | 50 a 54 | 44    |
| 28    | 45 a 49 | 32    |
| 48    | 40 a 44 | 40    |
| 28    | 35 a 39 | 36    |
| 36    | 30 a 34 | 32    |
| 16    | 25 a 29 | 24    |
| 12    | 20 a 24 | 20    |
| 20    | 15 a 19 | 52    |
| 32    | 10 a 14 | 40    |
| 16    | 5 a 9   | 24    |
| 28    | 0 a 4   | 16    |

## Economia
El 2007 la població en edat de treballar era de 618 persones, 462 eren actives i 156 eren inactives. De les 462 persones actives 431 estaven ocupades (218 homes i 213 dones) i 31 estaven aturades (10 homes i 21 dones). De les 156 persones inactives 71 estaven jubilades, 56 estaven estudiant i 29 estaven classificades com a «altres inactius».

### Ingressos
El 2009 a Brières-les-Scellés hi havia 341 unitats fiscals que integraven 950 persones, la mediana anual d'ingressos fiscals per persona era de 24.173 €.

### Activitats econòmiques
Dels 38 establiments que hi havia el 2007, 3 eren d'empreses de fabricació d'altres productes industrials, 7 d'empreses de construcció, 10 d'empreses de comerç i reparació d'automòbils, 3 d'empreses de transport, 1 d'una empresa d'hostatgeria i restauració, 5 d'empreses financeres, 1 d'una empresa immobiliària i 8 d'empreses de serveis.
Dels 11 establiments de servei als particulars que hi havia el 2009, 3 eren tallers de reparació d'automòbils i de material agrícola, 1 establiment de lloguer de cotxes, 2 paletes, 1 guixaire pintor, 2 fusteries, 1 lampisteria i 1 restaurant.
L'únic establiment comercial que hi havia el 2009 era una adrogueria.
L'any 2000 a Brières-les-Scellés hi havia 4 explotacions agrícoles que ocupaven un total de 668 hectàrees.

## Equipaments sanitaris i escolars
El 2009 hi havia 1 escola maternal i 1 escola elemental.

## Poblacions més properes
El següent diagrama mostra les poblacions més properes.